# 普拉斯基鎮區 (阿肯色州洛諾克縣)
普拉斯基鎮區（英語：Pulaski Township）是位於美國阿肯色州洛諾克縣的一個行政鎮區。

## 地方資料
普拉斯基鎮區的面積為63.31平方千米，當中陸地面積為55.54平方千米，而水域面積為7.77平方千米。根據2010年美國人口普查的數據，當地共有人口475人，而人口密度為每平方千米7.5人。